# Прапор Малої Глумчі
Пра́пор Мало́ї Глу́мчі — офіційний символ села Мала Глумча Ємільчинського району Житомирської області, затверджений 20 серпня 2013 р. рішенням XXI сесії Малоглумчанської сільської ради VI скликання.

## Опис
Квадратне полотнище розділене вертикально соснопагоноподібно на дві рівновеликі смуги; на жовтій древковій дві сині квітки льону з жовтими серединками; на зеленій вільній стоїть білий лелека з чорним оперенням і червоним дзьобом та лапами.
Автори — А. Б. Гречило, Федір Михайлович Штиль.